# Hauptkanal Aarboden
Der Hauptkanal Aarboden ist ein im 19. Jahrhundert erstellter Binnenkanal im Verwaltungskreis Interlaken-Oberhasli im Kanton Bern. Er hat die Funktion eines Entwässerungs- und Sammelkanals in der Ebene «Aarboden» unterhalb von Meiringen und mündet neben der Aare bei Brienz in den Brienzersee.

## Geschichte
Der Aarboden bei Meiringen ist eine von der Aare und einigen ihrer Nebenflüsse seit dem Eiszeitalter mit Sedimenten am Rand des ursprünglich viel grösseren Seebeckens geschaffene Schwemmebene mit einer Fläche von etwa 15 Quadratkilometern. Die leicht zum Brienzersee abfallende Fläche liegt auf der Höhe von etwa 570 m ü. M. Die Aare und ihre Nebenflüsse führen aus dem weiten Einzugsgebiet im Haslital viel Geschiebe mit. Geologische Untersuchungen haben ergeben, dass das ehemalige Fluss- bzw. Seetal westlich von Meiringen mit mehrere hundert Meter mächtigen Schichten verfüllt ist. Die Front der Aufschüttung am Seerand war dabei stets als Flussdelta mit wechselnden Mündungsarmen der Aare ausgebildet; die jüngsten Deltagebiete haben im lokalen Sprachgebrauch den Flurnamen «Aaregg».
Der flache, schmale Landstreifen des Talbodens ist vom Ausgang der Aareschlucht bei Meiringen 12,5 Kilometer lang und hat dabei ein Gefälle von nur etwa 30 Metern. Die Flüsse bewegten sich früher frei über die Ebene, überschwemmten das Land bei Hochwasser, lagerten dabei ständig neue Kies- und Sandschichten ab und schufen so eine dynamische Auenlandschaft. Im 19. Jahrhundert kam es bei Meiringen mehrmals zu grossen Überschwemmungen. Bis zum frühen 19. Jahrhundert galt das Gebiet am ungebändigten Flussraum als wilde und sumpfige und somit für die Landwirtschaft kaum nutzbare Gegend.
Nach einer langjährigen Projektplanung und dem grossen Hochwasser von 1860 entstand von 1866 bis 1889 für die Aare von Meiringen bis zum Brienzersee ein neuer, gestreckter Kanal, der zum Schutz der Umgebung vor Überschwemmungen auf beiden Seiten neben einem schmalen Vorland Seitendämme erhielt. Nach der Gewässerkorrektion erhielt die Hauptstrasse ein neues Trasse links vom Aarekanal und wurden zwei neue Brücken über die Aare gebaut. Anschliessend konnten die Gemeinden Meiringen und Brienz zusammen mit Grundeigentümern die unregelmässige, sumpfige Fläche des Aarbodens urbar machen. Dazu gründeten sie die «Schwellenkorporation Aarboden», die ein Netz von Entwässerungskanälen errichtete, alte Flussarme und Rinnen ausfüllte und das Gebiet mit Flurwegen erschloss. Neben den kleinen Ortschaften Unterbach bei Meiringen, Unterheid und Balm, die am südlichen Rand der Ebene liegen, sowie Hausen auf der Nordseite entstanden danach mit der Zeit weitere landwirtschaftliche Siedlungen. Den Hauptkanal begleiten fast auf seiner ganzen Länge Flurwege; 18 Brücken überqueren sein Flussbett.
Beim Alpenhochwasser 2005 verursachten die Aare und der steigende Pegelstand im Brienzersee wieder eine Überschwemmung im Aarboden, und das Wasser konnte danach nur langsam durch den Hauptkanal abfliessen. Mit dem «Gewässerrichtplan Hasliaare» von 2014 will der Kanton Bern den Flussraum im Aarboden flussbaulich und ökologisch verbessern.

## Entwässerung
Für die Drainage der ausserhalb der Aaredämme liegenden Gebiete im Talboden wurde das Gewässernetz stark verändert. Der Alpbach, der Lugibach, der Rychenbach und der Falcherenbach münden bei Meiringen in begradigten Gerinnen weiterhin direkt in die Aare. Auf der rechten Seite des neuen Flussbettes liegt nur im Gebiet von Hausen bei Meiringen eine grössere Fläche Landwirtschaftsgebiet, wo der Hüsenbach als Sammelkanal dient und unter dem Birglenwald von rechts in die Aare mündet. Auch der Schwendlenbach und der Brienzwiler Dorfbach münden von rechts in die Aare, während die weiter unten liegende Landfläche auf der rechten Seite des Aarekanals vom Gurgenkanal direkt in den Brienzersee entwässert wird.
Der grösste Teil des Aarbodens liegt links der Aare. Im Abschnitt von Meiringen bis Brienz erreichen mehrere starke Wildbäche den Talboden aus dem südlich gelegenen Hochgebirge. Sie alle münden direkt oder indirekt in den Hauptkanal, der im Gebiet «Ey» westlich von Meiringen beginnt und links von der Aare den Brienzersee erreicht. Der Flurname «Ey» entspricht dem hochdeutschen «Au» oder «Aue» und bezeichnet Land in einer Flussniederung. Das Fäschbächli, das Röiftbächli und der Fyrabenbach sammeln sich am Hangfuss bei «Balmer-Ey» im «Giessen», der über «Züünstäg» und «Undri Ey» dem Berg entlang fliesst und dabei die Quellbäche des Chrüdbachs aufnimmt. Das Gewässer wird östlich der Siedlung Heidli als Chrüdbachkanal in die Ebene hinausgeleitet und mündet als erster Nebenfluss in den Hauptkanal. Der nächste Bereich der Fläche wird vom Heidlikanal entwässert, der bei Birglen ebenfalls in den grossen Kanal mündet, so wie beim Weiler Unterheid der Unterheidkanal. Der bei dieser Ortschaft mit einem spektakulären Wasserfall über das hohe Felsmassiv herabstürzende Wandelbach fliesst nicht in den Unterheidkanal, sondern westlich davon, nachdem er das Schlüöchtbächli aufgenommen hat, in die Ebene; im Bereich der Landebahnen des Flugplatzes Meiringen ist der Wandelbach eingedolt und mündet nördlich davon in den Hauptkanal.
Auch der Oltschibach, einst der wichtigste Nebenfluss der Aare im Aarboden, ergiesst sich bei Unterbach mit einem dank vielen Landschaftsabbildungen besonders bekannten Wasserfall, dem Oltschibachfall, vom Gebirge zum Aarboden. Er fliesst in einem Stollen unter dem Flugplatz hindurch und mündet unterirdisch unter dem Pistengelände in den Hauptkanal, der von dieser Stelle an auch «Oltschikanal» heisst. Westlich von Unterbach liegt der Guntlereykanal, der zusammen mit dem Steinersbächli und dem Wildbach aus dem Cholplatzgraben den Underbachkanal bildet, der so wie der Bach aus dem Rumpelgraben ein weiterer Zufluss des Hauptkanals ist. Der Schwäfelbrunnenkanal ist eine unterirdische Sickerleitung zum grossen Kanal, der im weiteren Verlauf noch mehrere Bäche aus dem südlichen Staatswald und dem Birchetalwald aufnimmt.
Südlich der Stägmatten durchquert der Kanal einen Kilometer vor dem Brienzersee einen bei der Gewässerkorrektion abgeschnittenen Altarm der Aare. Die Vertiefung ist im südlichen Teil vom Geschiebe des Lindibächlis, das von der grossen «Riseten» in die Ebene herunterfliesst und in den Birchetalkanal mündet, zum Teil aufgefüllt. Neben dem Gebiet «Bächlischwendi» fliesst das Gouwlibächli in der Rinne des Aare-Altarms als letzter Nebenfluss in den Hauptkanal, der danach eine Brücke der Autobahn A8 passiert und schliesslich nach der Brücke der Strasse von Brienz zum Grandhotel Giessbach und zur Axalp in den Brienzersee mündet.

## Naturschutzgebiete
Bei Bächlischwendi liegt nördlich des Kanals als letzter Rest des ehemaligen Flussbetts der Aare die «Jägglisglunte». Dieses Feuchtgebiet mit mehreren Weihern hat einen Einlauf vom Hauptkanal aus, durch welchen eine kleine Strömung in der Seelandschaft erzeugt wird. Die Jägglisglunte erstreckt sich über 500 Meter quer durch den Aarboden bis in die Nähe des linken Aaredammes, wo sich der Wasserauslass in das Entenbächli befindet, das neben der Aare in den Brienzersee mündet. Die Autobahn A8 durchschneidet das Seengebiet, das ein Auengebiet von nationaler Bedeutung ist, auf der Jägglisgluntenbrücke. Die Jägglisglunte und das Mündungsgebiet des Hüsenbachs sind die einzigen Naturschutzgebiete im Bereich des Aarbodens.
Der Flurname «Jägglisglunte» besteht aus der lokalen Form des Vornamens Jakob und dem Wort glunte, das im Dialekt des Berner Oberlands eine Regenpfütze oder ein Wasserloch bedeutet. Der Vorname bezieht sich gemäss Nachforschungen von Max Gygax wohl auf den Gastwirt Jakob Schild, der im 19. Jahrhundert die Weiher für die Eisgewinnung im Winter nutzte.
Im 20. Jahrhundert drohte der Weiherlandschaft Jägglisglunte mehrmals die Zerstörung, indem das Gebiet aufgefüllt und zu Landwirtschaftsgebiet gemacht worden wäre. Die Schwellengenossenschaft Brienz als Grundeigentümerin trennte sich jedoch nicht von der Parzelle; aus der Bevölkerung von Brienz kam nach dem Zweiten Weltkrieg die Forderung, die wegen ihrer Flora und Fauna bedeutenden Seen unter Naturschutz zu stellen, was auch der Uferschutzverband Thuner- und Brienzersee befürwortete, und 1968 verordnete der Kanton Bern den Schutz über das Gebiet.

## Bilder

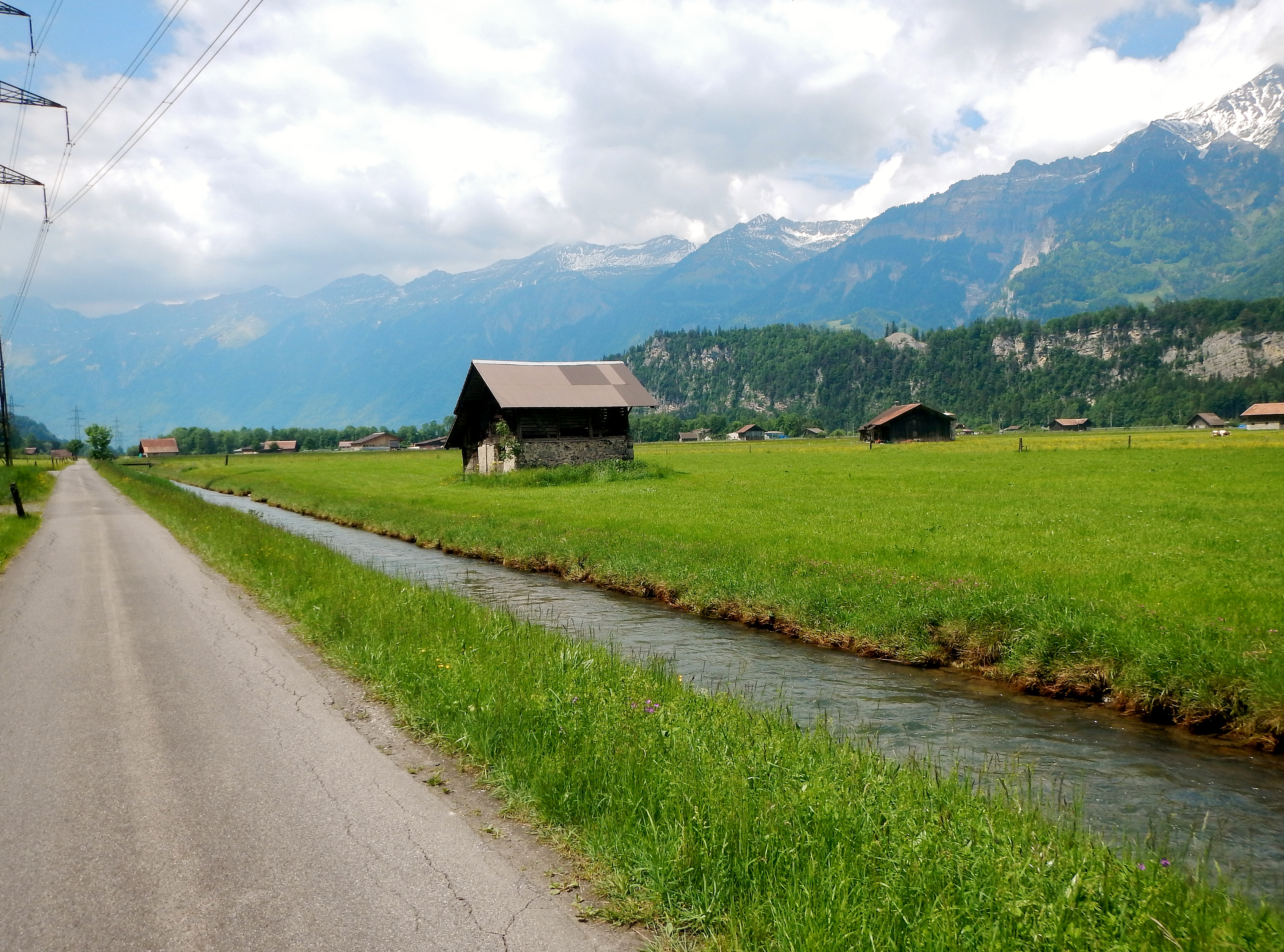
Der Hauptkanal
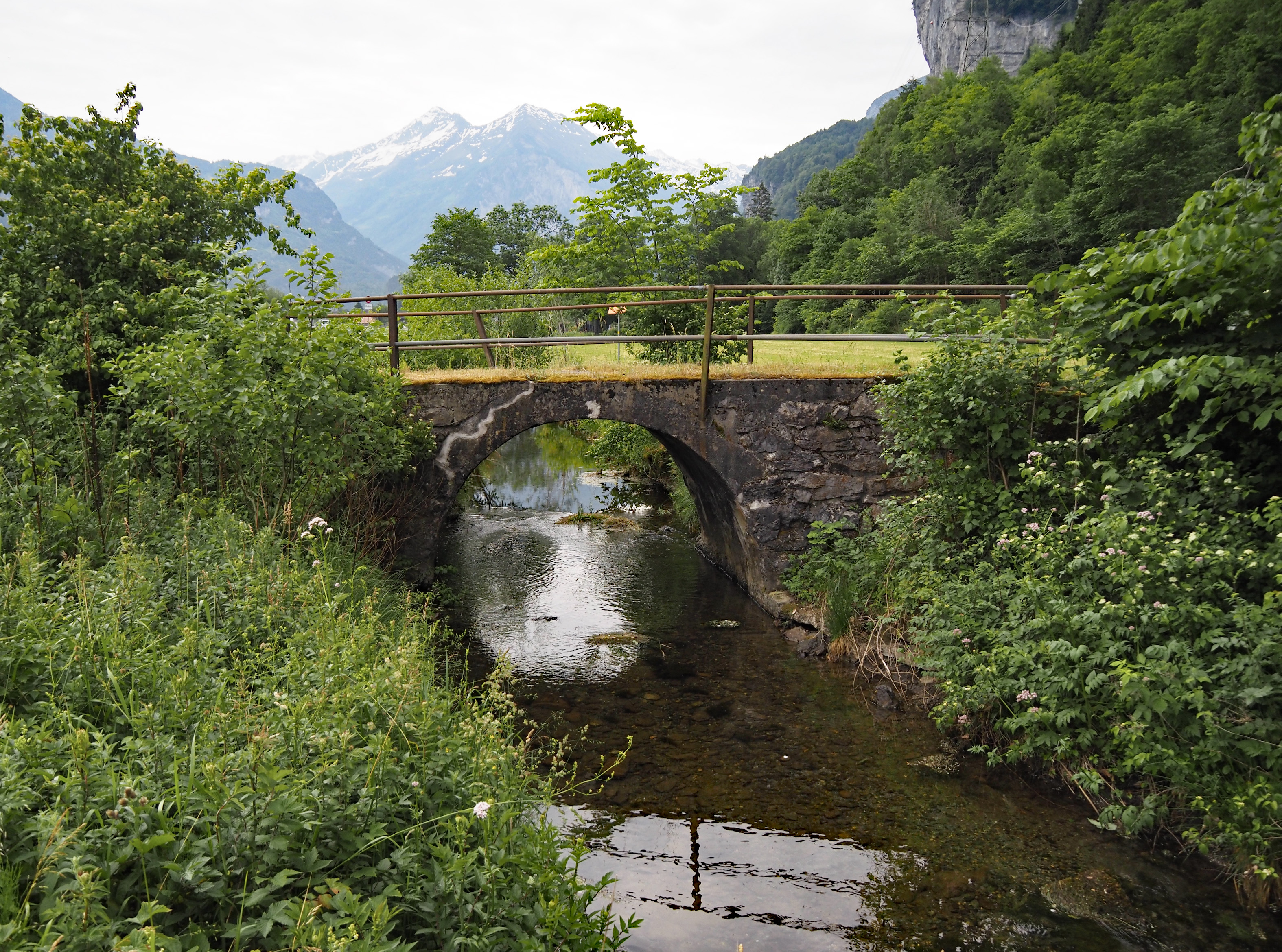
Der Züünstäg über die Giesse bei Balm
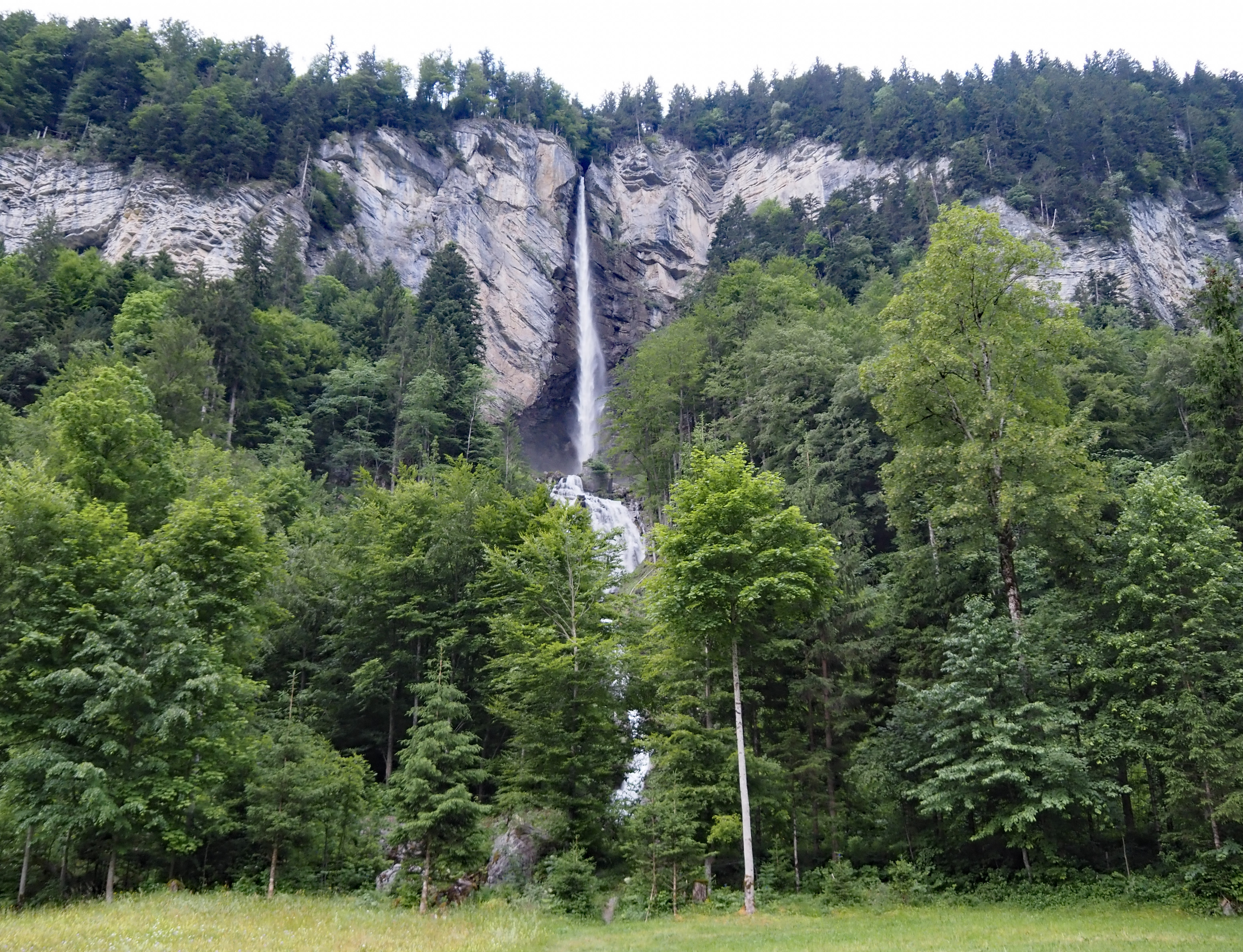
Der Wandelbach
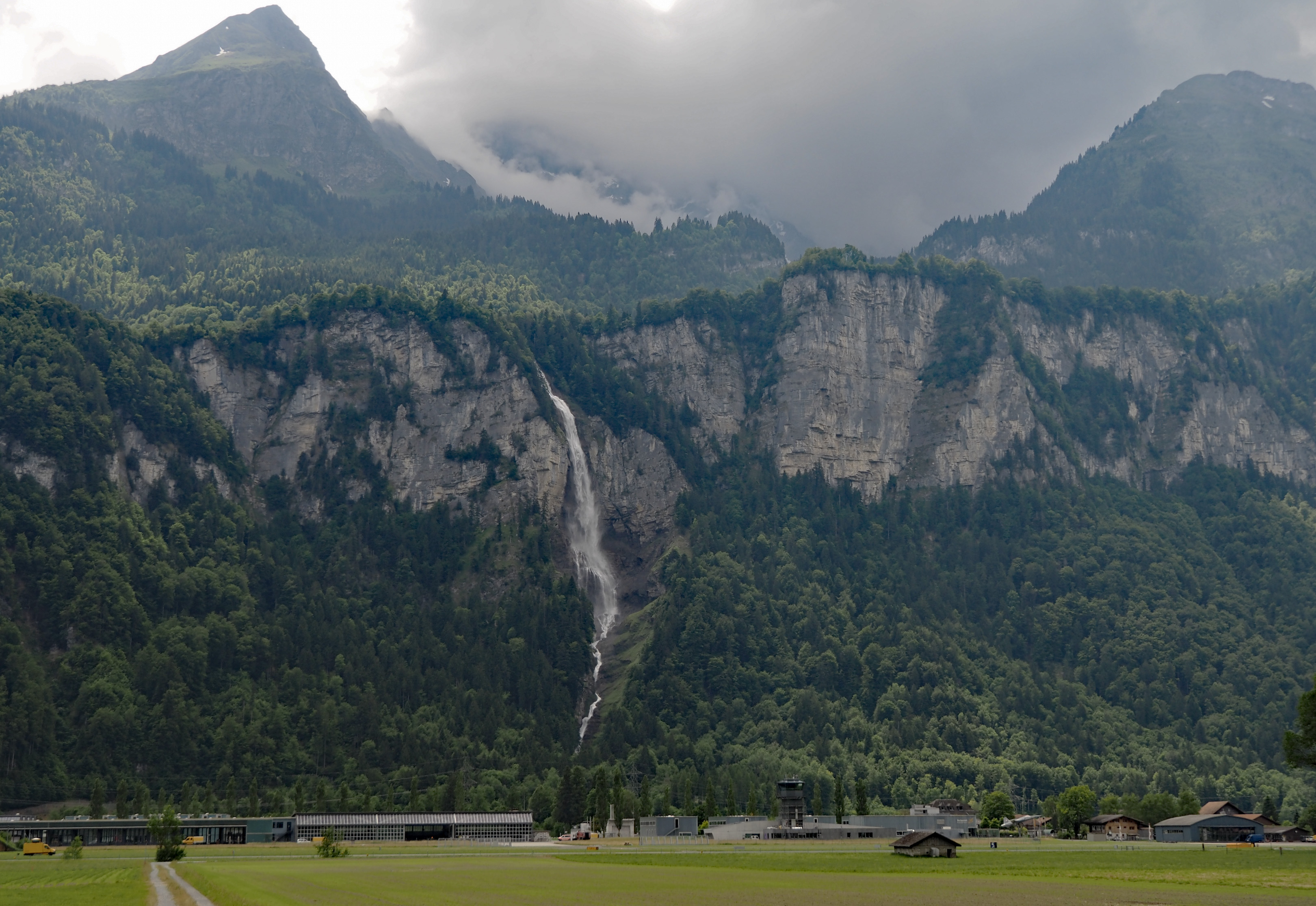
Der Oltschibachfall